# AlphaFold
AlphaFold è un programma di intelligenza artificiale sviluppato da DeepMind (Alphabet/Google) per predire la struttura tridimensionale delle proteine.
Il programma è stato progettato come un sistema di deep learning.
Il software di AlphaFold è stato distribuito in più versioni. La prima nel 2018 AlphaFold 1 con la quale un'equipe di ricercatori si è posizionata al primo posto del 13° Critical Assessment of Techniques for Protein Structure Prediction (Valutazione critica di tecniche per la predizione della struttura delle proteine).
Con la versione AlphaFold 2 del 2020 si è posizionata nuovamente al 1º posto nella 14ª edizione del torneo CASP.. L'equipe ha raggiunto un livello di accuratezza distaccando nettamente tutti gli altri 
Ha raggiunto un punteggio superiore a 90 per circa i 2/3 delle proteine del Global distance test di CASP, un test che misura il grado di un programma computazionale di predire una struttura proteica- comparata ad una struttura determinata in un esperimento di laboratorio, con valore 100 come riscontro perfetto.
Il 22 luglio 2021, con uno sforzo congiunto tra AlphaFold e EMBL-EBI (Istituto europeo di bioinformatica), è stata pubblicata la base dati AlphaFold Protein Structure Database che contiene quasi tutte le strutture proteiche predette (circa 365.000) del proteoma umano UniProt e di 20 organismi modello.
Il 28 luglio 2022 sono state pubblicate le strutture tridimensionali di oltre 200 milioni di proteine. Le proteine provengono da oltre 1 milioni di individui tra esseri umani, animali, piante, batteri e altri organismi. L'archivio è open source e liberamente consultabile su GitHub.
Sempre nel 2022, il software rivale Meta AI ha predetto la struttura di 600 milioni di proteine.
L'8 maggio 2024 viene prodotta AlphaFold 3 che è in grado di predire oltre alla struttura delle proteine, del DNA e dell'RNA, anche dei ligandi e le loro interazioni grazie ad una architettura di deep learning denominata Pairformer, versione evoluta dal precedente EvoFormer